# Ömer Çatkıç
Ömer Çatkıç est un footballeur turc évoluant au poste de gardien de but né à Eskişehir en Turquie.

## Carrière
Il fait partie de l'équipe de Turquie de football durant la Coupe du monde de football de 2002. Il dispute la rencontre gagnée 3 à 0 contre l'équipe de Chine de football.
Il est arrêté en août 2017 et incarcéré, accusé par les autorités d’être un terroriste. Son incarcération s'inscrit dans le cadre des grandes purges en Turquie consécutives à la tentative de putsch de l'armée turque en juillet 2016. Le 13 juin 2018, toujours durant les purges, il fait partie d'un groupe de 6 ex-footballeurs - avec Bekir İrtegün, Zafer Biryol, Uğur Boral, Ersin Güreler et Ismail Sengül - accusés d'être liés à la tentative de putsch, car ils seraient « le bras footballistique » de Fethullah Gülen. Ils risquent tous entre 7 ans et demi et 15 ans de prison pour « appartenance à un groupe terroriste ».

## Statistiques d’Ömer Çatkıç
| Catégorie                  | Nombre de matche | Buts marqués | Buts encaissés |
| Türkcell Süper Lig         | 336              | 2            | ?              |
| Coupe de Turquie           | 30               | 0            | ?              |
| Coupe officiel             | 3                | 0            | ?              |
| Match amical               | 13               | 0            | ?              |
| Coupe du monde de football | 2                | 0            | ?              |
| Ligue BAL                  | 16               | 0            | ?              |
| Championnat d'Europe       | 1                | 0            | ?              |
| Bank Asya 1. Lig           | 79               | 0            | ?              |

## Palmarès
- Troisième de la Coupe du monde 2002 avec la Turquie
- Troisième de la Coupe des confédérations 2003 avec la Turquie
- 1/4 de finaliste de l'euro 2000 avec Turquie